# Vuelta a España 2021
76. ročník etapového cyklistického závodu Vuelta a España se konal mezi 14. srpnem a 5. zářím 2021. Závod dlouhý 3417 km vyhrál obhájce vítězství Slovinec Primož Roglič (Team Jumbo–Visma). Stal se tak jedním ze čtyř jezdců v historii, kterým se podařilo vyhrát Vueltu a España třikrát a více v kariéře. Na druhém a třetím místě se umístili Španěl Enric Mas (Movistar Team) a Australan Jack Haig (Team Bahrain Victorious).
Vítěz etap 4, 8 a 16, Fabio Jakobsen (Deceuninck–Quick-Step), se stal vítězem bodovací soutěže, zatímco vítěz 7. a 10. etapy Michael Storer (Team DSM) získal triumf ve vrchařské soutěži před týmovým kolegou Romainem Bardetem. Gino Mäder se stal nejlepším mladým jezdcem závodu poté, co v předposlední etapě překonal v klasifikaci do té doby vedoucího Egana Bernala (Ineos Grenadiers). Mäder pak s týmem Team Bahrain Victorious vyhrál i soutěž týmů. Magnus Cort Nielsen (EF Education–Nippo) se stal nejbojovnějším jezdcem celé Vuelty díky 3 etapovým vítězstvím (v etapách 6, 12 a 19), mnohočetné účasti v únicích a díky 2. místu v závěrečné časovce, v níž Primož Roglič etapovým triumfem potvrdil své třetí celkové vítězství v řadě.

## Týmy
Na Vueltu a Espaňa 2021 bylo pozváno celkem 23 týmů, z toho 19 UCI WorldTeamů a 4 UCI ProTeamy. Alpecin–Fenix, nejlepší UCI ProTeam za rok 2020, dostal automatickou pozvánku, zatímco další tři týmy byly vybrány organizátorem Vuelty Amaury Sport Organisation. Každý tým přijel s osmi jezdci, na start úvodní časovky v Burgosu se postavilo celkem 184 jezdců. Do cíle v Santiagu de Compostela dojelo 142 jezdců. Posledním závodníkem v cíli se nakonec stal Josef Černý (Deceuninck–Quick-Step), který na Rogliče ve výsledku ztratil 6 hodin, 3 minuty a 50 sekund.
Týmy, které se zúčastnily závodu, byly:

### UCI WorldTeamy
- AG2R Citroën Team
- Astana–Premier Tech
- Bora–Hansgrohe
- Cofidis
- Deceuninck–Quick-Step
- EF Education–Nippo
- Groupama–FDJ
- Ineos Grenadiers
- Intermarché–Wanty–Gobert Matériaux
- Israel Start-Up Nation
- Lotto–Soudal
- Movistar Team
- Team Bahrain Victorious
- Team BikeExchange
- Team DSM
- Team Jumbo–Visma
- Team Qhubeka NextHash
- Trek–Segafredo
- UAE Team Emirates

### UCI ProTeamy
- Alpecin–Fenix
- Burgos BH
- Caja Rural–Seguros RGA
- Euskaltel–Euskadi

## Favorité před závodem
Za 2 hlavní kandidáty na vítězství byli považováni Primož Roglič (Team Jumbo–Visma), vítěz předchozích dvou ročníků, a Egan Bernal (Ineos Grenadiers), úřadující celkový vítěz Gira d'Italia. Bernalův týmový kolega a olympijský vítěz v silničním závodu Richard Carapaz byl viděn jako vyzyvatel předchozích dvou jmenovaných, společně s Adamem Yatesem (Ineos Grenadiers), Mikelem Landou (Team Bahrain Victorious) a obhájcem celkového třetího místa z ročníku 2020, Hughem Carthym (EF Education–Nippo). Další favoriti pro celkové vítězství byli Enric Mas, Miguel Ángel López (oba Movistar Team), či Pavel Sivakov (Ineos Grenadiers).
Nejvýznamnějšími sprintery na startu byli Fabio Jakobsen (Deceuninck–Quick-Step), Arnaud Démare (Groupama–FDJ), vítěz etapy z ročníku 2020 Jasper Philipsen (Alpecin–Fenix) a Michael Matthews (Team BikeExchange).

## Trasa a etapy
Trasa závodu byla odhalena 11. února 2021. Neobvykle se bude závod konat výhradně ve Španělsku kvůli probíhající pandemii covidu-19. Cíl 18. etapy byl naplánován na stoupání, které ještě nikdy předtím nebylo zahrnuto do itineráře Vuelty, a to Alto de Gamoniteiru. Poprvé od roku 2014 nebyl cíl závodu v Madridu, nýbrž v Santiagu de Compostela.
| Etapa         | Datum         | Trasa                                   | Vzdálenost    | Typ     | Typ                  | Vítěz                     |
| ------------- | ------------- | --------------------------------------- | ------------- | ------- | -------------------- | ------------------------- |
| 1             | 14. srpna     | Burgos - Burgos                         | 7,1 km        |         | Individuální časovka | Primož Roglič (SLO)       |
| 2             | 15. srpna     | Caleruega - Burgos                      | 166,7 km      |         | Rovinatá etapa       | Jasper Philipsen (BEL)    |
| 3             | 16. srpna     | Santo Domingo de Silos - Picón Blanco   | 202,8 km      |         | Horská etapa         | Rein Taaramäe (EST)       |
| 4             | 17. srpna     | El Burgo de Osma - Molina de Aragón     | 163,9 km      |         | Rovinatá etapa       | Fabio Jakobsen (NED)      |
| 5             | 18. srpna     | Tarancón - Albacete                     | 184,4 km      |         | Rovinatá etapa       | Jasper Philipsen (BEL)    |
| 6             | 19. srpna     | Requena - Alto de Cullera               | 158,3 km      |         | Středně těžká etapa  | Magnus Cort (DEN)         |
| 7             | 20. srpna     | Gandía - Balcón de Alicante             | 152 km        |         | Horská etapa         | Michael Storer (AUS)      |
| 8             | 21. srpna     | Santa Pola - La Manga del Mar Menor     | 173,7 km      |         | Rovinatá etapa       | Fabio Jakobsen (NED)      |
| 9             | 22. srpna     | Puerto Lumbreras - Alto de Velefique    | 188 km        |         | Horská etapa         | Damiano Caruso (ITA)      |
|               | 23. srpna     | Almería                                 | Den odpočinku |         |                      |                           |
| 10            | 24. srpna     | Roquetas de Mar - Rincón de la Victoria | 189 km        |         | Zvlněná etapa        | Michael Storer (AUS)      |
| 11            | 25. srpna     | Antequera - Valdepeñas de Jaén          | 133,6 km      |         | Zvlněná etapa        | Primož Roglič (SLO)       |
| 12            | 26. srpna     | Jaén - Córdoba                          | 175 km        |         | Zvlněná etapa        | Magnus Cort (DEN)         |
| 13            | 27. srpna     | Belmez - Villanueva de la Serena        | 203,7 km      |         | Rovinatá etapa       | Florian Sénéchal (FRA)    |
| 14            | 28. srpna     | Don Benito - Pico Villuercas            | 165,7 km      |         | Horská etapa         | Romain Bardet (FRA)       |
| 15            | 29. srpna     | Navalmoral de la Mata - El Barraco      | 197,5 km      |         | Horská etapa         | Rafał Majka (POL)         |
|               | 30. srpna     | Santander                               | Den odpočinku |         |                      |                           |
| 16            | 31. srpna     | Laredo - Santa Cruz de Bezana           | 180 km        |         | Rovinatá etapa       | Fabio Jakobsen (NED)      |
| 17            | 1. září       | Unquera - Lagos de Covadonga            | 185,8 km      |         | Horská etapa         | Primož Roglič (SLO)       |
| 18            | 2. září       | Salas - Alto de Gamoniteiru             | 162,6 km      |         | Horská etapa         | Miguel Ángel López (COL)  |
| 19            | 3. září       | Tapia - Monforte de Lemos               | 191,2 km      |         | Zvlněná etapa        | Magnus Cort (DEN)         |
| 20            | 4. září       | Sanxenxo - Mos                          | 202,2 km      |         | Horská etapa         | Clément Champoussin (FRA) |
| 21            | 5. září       | Padrón - Santiago de Compostela         | 33,8 km       |         | Individuální časovka | Primož Roglič (SLO)       |
| Celková délka | Celková délka | Celková délka                           | 3417 km       | 3417 km | 3417 km              | 3417 km                   |

## Průběžné pořadí
| Etapa          | Vítěz               | Celkové pořadí       | Bodovací soutěž  | Vrchařská soutěž | Soutěž mladých jezdců | Soutěž týmů             | Cena bojovnosti |
| -------------- | ------------------- | -------------------- | ---------------- | ---------------- | --------------------- | ----------------------- | --------------- |
| 1              | Primož Roglič       | Primož Roglič        | Primož Roglič    | Sepp Kuss        | Andrea Bagioli        | Team Jumbo–Visma        | neuděleno       |
| 2              | Jasper Philipsen    | Primož Roglič        | Jasper Philipsen | Sepp Kuss        | Andrea Bagioli        | Team Jumbo–Visma        | Diego Rubio     |
| 3              | Rein Taaramäe       | Rein Taaramäe        | Jasper Philipsen | Rein Taaramäe    | Egan Bernal           | UAE Team Emirates       | Julen Amezqueta |
| 4              | Fabio Jakobsen      | Rein Taaramäe        | Fabio Jakobsen   | Rein Taaramäe    | Egan Bernal           | UAE Team Emirates       | Ángel Madrazo   |
| 5              | Jasper Philipsen    | Kenny Elissonde      | Jasper Philipsen | Rein Taaramäe    | Egan Bernal           | UAE Team Emirates       | Oier Lazkano    |
| 6              | Magnus Cort         | Primož Roglič        | Jasper Philipsen | Rein Taaramäe    | Egan Bernal           | Movistar Team           | Joan Bou        |
| 7              | Michael Storer      | Primož Roglič        | Jasper Philipsen | Pavel Sivakov    | Egan Bernal           | Movistar Team           | Michael Storer  |
| 8              | Fabio Jakobsen      | Primož Roglič        | Fabio Jakobsen   | Pavel Sivakov    | Egan Bernal           | Movistar Team           | Aritz Bagües    |
| 9              | Damiano Caruso      | Primož Roglič        | Fabio Jakobsen   | Damiano Caruso   | Egan Bernal           | Movistar Team           | Julen Amezqueta |
| 10             | Michael Storer      | Odd Christian Eiking | Fabio Jakobsen   | Damiano Caruso   | Egan Bernal           | Ineos Grenadiers        | Matteo Trentin  |
| 11             | Primož Roglič       | Odd Christian Eiking | Fabio Jakobsen   | Damiano Caruso   | Egan Bernal           | Ineos Grenadiers        | Jonathan Lastra |
| 12             | Magnus Cort         | Odd Christian Eiking | Fabio Jakobsen   | Damiano Caruso   | Egan Bernal           | Ineos Grenadiers        | Julen Amezqueta |
| 13             | Florian Sénéchal    | Odd Christian Eiking | Fabio Jakobsen   | Damiano Caruso   | Egan Bernal           | Ineos Grenadiers        | Álvaro Cuadros  |
| 14             | Romain Bardet       | Odd Christian Eiking | Fabio Jakobsen   | Romain Bardet    | Egan Bernal           | Ineos Grenadiers        | Daniel Navarro  |
| 15             | Rafał Majka         | Odd Christian Eiking | Fabio Jakobsen   | Romain Bardet    | Egan Bernal           | Ineos Grenadiers        | Rafał Majka     |
| 16             | Fabio Jakobsen      | Odd Christian Eiking | Fabio Jakobsen   | Romain Bardet    | Egan Bernal           | Ineos Grenadiers        | Jetse Bol       |
| 17             | Primož Roglič       | Primož Roglič        | Fabio Jakobsen   | Romain Bardet    | Egan Bernal           | Team Bahrain Victorious | Egan Bernal     |
| 18             | Miguel Ángel López  | Primož Roglič        | Fabio Jakobsen   | Michael Storer   | Egan Bernal           | Team Bahrain Victorious | Michael Storer  |
| 19             | Magnus Cort         | Primož Roglič        | Fabio Jakobsen   | Michael Storer   | Egan Bernal           | Team Bahrain Victorious | Andreas Kron    |
| 20             | Clément Champoussin | Primož Roglič        | Fabio Jakobsen   | Michael Storer   | Gino Mäder            | Team Bahrain Victorious | Ryan Gibbons    |
| 21             | Primož Roglič       | Primož Roglič        | Fabio Jakobsen   | Michael Storer   | Gino Mäder            | Team Bahrain Victorious | neuděleno       |
| Konečné pořadí | Konečné pořadí      | Primož Roglič        | Fabio Jakobsen   | Michael Storer   | Gino Mäder            | Team Bahrain Victorious | Magnus Cort     |

## Konečné pořadí
| Legenda | Legenda                            | Legenda | Legenda                                 |
| ------- | ---------------------------------- | ------- | --------------------------------------- |
|         | Označuje vítěze celkového pořadí.  |         | Označuje vítěze soutěže mladých jezdců. |
|         | Označuje vítěze bodovací soutěže.  |         | Označuje vítěze soutěže týmů.           |
|         | Označuje vítěze vrchařské soutěže. |         | Označuje vítěze ceny bojovnosti.        |

### Celkové pořadí
| Pořadí                  | Jezdec                         | Tým                                | Čas          |
| ----------------------- | ------------------------------ | ---------------------------------- | ------------ |
| 1                       | Primož Roglič (SLO)            | Team Jumbo–Visma                   | 83h 55' 29"  |
| 2                       | Enric Mas (ESP)                | Movistar Team                      | + 4' 42"     |
| 3                       | Jack Haig (AUS)                | Team Bahrain Victorious            | + 7' 40"     |
| 4                       | Adam Yates (GBR)               | Ineos Grenadiers                   | + 9' 06"     |
| 5                       | Gino Mäder (SUI)               | Team Bahrain Victorious            | + 11' 33"    |
| 6                       | Egan Bernal (COL)              | Ineos Grenadiers                   | + 13' 27"    |
| 7                       | David de la Cruz (ESP)         | UAE Team Emirates                  | + 18' 33"    |
| 8                       | Sepp Kuss (USA)                | Team Jumbo–Visma                   | + 18' 55"    |
| 9                       | Guillaume Martin (FRA)         | Cofidis                            | + 20' 27"    |
| 10                      | Felix Großschartner (AUT)      | Bora–Hansgrohe                     | + 22' 22"    |
| Konečné pořadí (11–142) |                                |                                    |              |
| Pořadí                  | Jezdec                         | Tým                                | Čas          |
| 11                      | Odd Christian Eiking (NOR)     | Intermarché–Wanty–Gobert Matériaux | + 25' 14"    |
| 12                      | Steven Kruijswijk (NED)        | Team Jumbo–Visma                   | + 26' 42"    |
| 13                      | Juan Pedro López (ESP)         | Trek–Segafredo                     | + 31' 21"    |
| 14                      | Geoffrey Bouchard (FRA)        | AG2R Citroën Team                  | + 49' 09"    |
| 15                      | Rémy Rochas (FRA)              | Cofidis                            | + 52' 32"    |
| 16                      | Clément Champoussin (FRA)      | AG2R Citroën Team                  | + 57' 29"    |
| 17                      | Damiano Caruso (ITA)           | Team Bahrain Victorious            | + 1h 05' 31" |
| 18                      | Sam Oomen (NED)                | Team Jumbo–Visma                   | + 1h 09' 25" |
| 19                      | Óscar Cabedo (ESP)             | Burgos BH                          | + 1h 12' 43" |
| 20                      | Steff Cras (BEL)               | Lotto–Soudal                       | + 1h 22' 06" |
| 21                      | Rafał Majka (POL)              | UAE Team Emirates                  | + 1h 22' 14" |
| 22                      | Gianluca Brambilla (ITA)       | Trek–Segafredo                     | + 1h 22' 38" |
| 23                      | Wout Poels (NED)               | Team Bahrain Victorious            | + 1h 34' 52" |
| 24                      | Daniel Navarro (ESP)           | Burgos BH                          | + 1h 37' 26" |
| 25                      | Romain Bardet (FRA)            | Team DSM                           | + 1h 37' 27" |
| 26                      | Jon Izagirre (ESP)             | Astana–Premier Tech                | + 1h 37' 47" |
| 27                      | Gorka Izagirre (ESP)           | Astana–Premier Tech                | + 1h 39' 03" |
| 28                      | Jan Hirt (CZE)                 | Intermarché–Wanty–Gobert Matériaux | + 1h 42' 39" |
| 29                      | Simone Petilli (ITA)           | Intermarché–Wanty–Gobert Matériaux | + 1h 45' 51" |
| 30                      | Luis Ángel Maté (ESP)          | Euskaltel–Euskadi                  | + 1h 48' 17" |
| 31                      | Mikel Nieve (ESP)              | Team BikeExchange                  | + 1h 56' 31" |
| 32                      | Jefferson Alveiro Cepeda (ECU) | Caja Rural–Seguros RGA             | + 1h 58' 54" |
| 33                      | Lilian Calmejane (FRA)         | AG2R Citroën Team                  | + 2h 03' 52" |
| 34                      | Martijn Tusveld (NED)          | Team DSM                           | + 2h 04' 06" |
| 35                      | Pavel Sivakov (RUS)            | Ineos Grenadiers                   | + 2h 04' 47" |
| 36                      | Ryan Gibbons (RSA)             | UAE Team Emirates                  | + 2h 05' 50" |
| 37                      | Gotzon Martín (ESP)            | Euskaltel–Euskadi                  | + 2h 10' 39" |
| 38                      | Jesús Herrada (ESP)            | Cofidis                            | + 2h 16' 48" |
| 39                      | Joe Dombrowski (USA)           | UAE Team Emirates                  | + 2h 17' 20" |
| 40                      | Michael Storer (AUS)           | Team DSM                           | + 2h 22' 45" |
| 41                      | Jan Polanc (SLO)               | UAE Team Emirates                  | + 2h 22' 55" |
| 42                      | Koen Bouwman (NED)             | Team Jumbo–Visma                   | + 2h 24' 30" |
| 43                      | Julen Amezqueta (ESP)          | Caja Rural–Seguros RGA             | + 2h 25' 16" |
| 44                      | Andrey Zeits (KAZ)             | Team BikeExchange                  | + 2h 27' 52" |
| 45                      | Mikaël Cherel (FRA)            | AG2R Citroën Team                  | + 2h 30' 26" |
| 46                      | Mikel Bizkarra (ESP)           | Euskaltel–Euskadi                  | + 2h 30' 33" |
| 47                      | Ben Zwiehoff (GER)             | Bora–Hansgrohe                     | + 2h 32' 29" |
| 48                      | Floris De Tier (BEL)           | Alpecin–Fenix                      | + 2h 37' 18" |
| 49                      | Nick Schultz (AUS)             | Team BikeExchange                  | + 2h 39' 13" |
| 50                      | Jens Keukeleire (BEL)          | EF Education–Nippo                 | + 2h 48' 20" |
| 51                      | Fabio Aru (ITA)                | Team Qhubeka NextHash              | + 2h 49' 04" |
| 52                      | Nicolas Prodhomme (FRA)        | Cofidis                            | + 2h 53' 05" |
| 53                      | Diego Camargo (COL)            | EF Education–Nippo                 | + 2h 53' 47" |
| 54                      | Lucas Hamilton (AUS)           | Team BikeExchange                  | + 2h 56' 47" |
| 55                      | Rein Taaramäe (EST)            | Intermarché–Wanty–Gobert Matériaux | + 2h 58' 46" |
| 56                      | José Joaquín Rojas (ESP)       | Movistar Team                      | + 3h 02' 19" |
| 57                      | José Herrada (ESP)             | Cofidis                            | + 3h 05' 54" |
| 58                      | Anthony Roux (FRA)             | Groupama–FDJ                       | + 3h 07' 54" |
| 59                      | Mark Padun (UKR)               | Team Bahrain Victorious            | + 3h 09' 46" |
| 60                      | Mikel Iturria (ESP)            | Euskaltel–Euskadi                  | + 3h 14' 26" |
| 61                      | Thymen Arensman (NED)          | Team DSM                           | + 3h 14' 59" |
| 62                      | Robert Gesink (NED)            | Team Jumbo–Visma                   | + 3h 15' 18" |
| 63                      | Ángel Madrazo (ESP)            | Burgos BH                          | + 3h 15' 38" |
| 64                      | Chris Hamilton (AUS)           | Team DSM                           | + 3h 18' 33" |
| 65                      | Stan Dewulf (BEL)              | AG2R Citroën Team                  | + 3h 21' 21" |
| 66                      | Imanol Erviti (ESP)            | Movistar Team                      | + 3h 28' 24" |
| 67                      | Tom Pidcock (GBR)              | Ineos Grenadiers                   | + 3h 31' 54" |
| 68                      | Andreas Kron (DEN)             | Lotto–Soudal                       | + 3h 34' 35" |
| 69                      | Lawson Craddock (USA)          | EF Education–Nippo                 | + 3h 36' 48" |
| 70                      | Michael Matthews (AUS)         | Team BikeExchange                  | + 3h 39' 31" |
| 71                      | Jetse Bol (NED)                | Burgos BH                          | + 3h 39' 48" |
| 72                      | Nelson Oliveira (POR)          | Movistar Team                      | + 3h 39' 49" |
| 73                      | Jay Vine (AUS)                 | Alpecin–Fenix                      | + 3h 40' 31" |
| 74                      | Rui Oliveira (POR)             | UAE Team Emirates                  | + 3h 42' 10" |
| 75                      | Ander Okamika (ESP)            | Burgos BH                          | + 3h 43' 42" |
| 76                      | Olivier Le Gac (FRA)           | Groupama–FDJ                       | + 3h 44' 56" |
| 77                      | Magnus Cort (DEN)              | EF Education–Nippo                 | + 3h 46' 48" |
| 78                      | Álvaro Cuadros (ESP)           | Caja Rural–Seguros RGA             | + 3h 46' 50" |
| 79                      | Damien Touzé (FRA)             | AG2R Citroën Team                  | + 3h 47' 28" |
| 80                      | Matteo Trentin (ITA)           | UAE Team Emirates                  | + 3h 47' 40" |
| 81                      | Antonio Jesús Soto (ESP)       | Euskaltel–Euskadi                  | + 3h 50' 05" |
| 82                      | Nathan Van Hooydonck (BEL)     | Team Jumbo–Visma                   | + 3h 50' 19" |
| 83                      | Sylvain Moniquet (BEL)         | Lotto–Soudal                       | + 3h 52' 10" |
| 84                      | Pelayo Sánchez (ESP)           | Burgos BH                          | + 3h 52' 29" |
| 85                      | Kevin Geniets (LUX)            | Groupama–FDJ                       | + 3h 52' 41" |
| 86                      | James Piccoli (CAN)            | Israel Start-Up Nation             | + 3h 52' 52" |
| 87                      | Aritz Bagües (ESP)             | Caja Rural–Seguros RGA             | + 3h 53' 02" |
| 88                      | Maxim Van Gils (BEL)           | Lotto–Soudal                       | + 3h 53' 55" |
| 89                      | Fernando Barceló (ESP)         | Cofidis                            | + 3h 55' 36" |
| 90                      | Andrea Bagioli (ITA)           | Deceuninck–Quick-Step              | + 3h 58' 45" |
| 91                      | Yuriy Natarov (KAZ)            | Astana–Premier Tech                | + 4h 02' 04" |
| 92                      | Eddy Finé (FRA)                | Cofidis                            | + 4h 04' 47" |
| 93                      | Guy Niv (ISR)                  | Israel Start-Up Nation             | + 4h 06' 37" |
| 94                      | Jan Tratnik (SLO)              | Team Bahrain Victorious            | + 4h 07' 22" |
| 95                      | Damien Howson (AUS)            | Team BikeExchange                  | + 4h 10' 16" |
| 96                      | Arnaud Démare (FRA)            | Groupama–FDJ                       | + 4h 16' 42" |
| 97                      | Clément Venturini (FRA)        | AG2R Citroën Team                  | + 4h 18' 28" |
| 98                      | Salvatore Puccio (ITA)         | Ineos Grenadiers                   | + 4h 18' 54" |
| 99                      | Tobias Ludvigsson (SWE)        | Groupama–FDJ                       | + 4h 19' 24" |
| 100                     | James Knox (GBR)               | Deceuninck–Quick-Step              | + 4h 20' 47" |
| 101                     | Mauri Vansevenant (BEL)        | Deceuninck–Quick-Step              | + 4h 21' 19" |
| 102                     | Anton Palzer (GER)             | Bora–Hansgrohe                     | + 4h 22' 19" |
| 103                     | Joan Bou (ESP)                 | Euskaltel–Euskadi                  | + 4h 22' 43" |
| 104                     | Dylan Sunderland (AUS)         | Team Qhubeka NextHash              | + 4h 24' 21" |
| 105                     | Dimitri Claeys (BEL)           | Team Qhubeka NextHash              | + 4h 27' 40" |
| 106                     | Carlos Canal (ESP)             | Burgos BH                          | + 4h 28' 30" |
| 107                     | Cesare Benedetti (ITA)         | Bora–Hansgrohe                     | + 4h 30' 10" |
| 108                     | Antonio Nibali (ITA)           | Trek–Segafredo                     | + 4h 30' 22" |
| 109                     | Luka Mezgec (SLO)              | Team BikeExchange                  | + 4h 30' 30" |
| 110                     | Wesley Kreder (NED)            | Intermarché–Wanty–Gobert Matériaux | + 4h 34' 38" |
| 111                     | Xabier Azparren (ESP)          | Euskaltel–Euskadi                  | + 4h 36' 40" |
| 112                     | Patrick Gamper (AUT)           | Bora–Hansgrohe                     | + 4h 38' 23" |
| 113                     | Chad Haga (USA)                | Team DSM                           | + 4h 38' 46" |
| 114                     | Nico Denz (GER)                | Team DSM                           | + 4h 42' 09" |
| 115                     | Harm Vanhoucke (BEL)           | Lotto–Soudal                       | + 4h 42' 31" |
| 116                     | Yukiya Arashiro (JPN)          | Team Bahrain Victorious            | + 4h 42' 59" |
| 117                     | Alexander Krieger (GER)        | Alpecin–Fenix                      | + 4h 47' 15" |
| 118                     | Florian Sénéchal (FRA)         | Deceuninck–Quick-Step              | + 4h 48' 14" |
| 119                     | Robert Stannard (AUS)          | Team BikeExchange                  | + 4h 48' 56" |
| 120                     | Alex Kirsch (LUX)              | Trek–Segafredo                     | + 4h 50' 22" |
| 121                     | Florian Vermeersch (BEL)       | Lotto–Soudal                       | + 4h 57' 09" |
| 122                     | Edward Planckaert (BEL)        | Alpecin–Fenix                      | + 5h 03' 10" |
| 123                     | Piet Allegaert (BEL)           | Cofidis                            | + 5h 03' 48" |
| 124                     | Quinn Simmons (USA)            | Trek–Segafredo                     | + 5h 06' 02" |
| 125                     | Tom Scully (NZL)               | EF Education–Nippo                 | + 5h 09' 47" |
| 126                     | Kevin Van Melsen (BEL)         | Intermarché–Wanty–Gobert Matériaux | + 5h 10' 04" |
| 127                     | Ramon Sinkeldam (NED)          | Groupama–FDJ                       | + 5h 16' 27" |
| 128                     | Lennard Hofstede (NED)         | Team Jumbo–Visma                   | + 5h 20' 45" |
| 129                     | Alberto Dainese (ITA)          | Team DSM                           | + 5h 20' 50" |
| 130                     | Connor Brown (NZL)             | Team Qhubeka NextHash              | + 5h 22' 42" |
| 131                     | Bert-Jan Lindeman (NED)        | Team Qhubeka NextHash              | + 5h 26' 43" |
| 132                     | Jon Aberasturi (ESP)           | Caja Rural–Seguros RGA             | + 5h 29' 29" |
| 133                     | Zdeněk Štybar (CZE)            | Deceuninck–Quick-Step              | + 5h 34' 14" |
| 134                     | Scott Thwaites (GBR)           | Alpecin–Fenix                      | + 5h 36' 20" |
| 135                     | Sebastian Berwick (AUS)        | Israel Start-Up Nation             | + 5h 37' 10" |
| 136                     | Juan José Lobato (ESP)         | Euskaltel–Euskadi                  | + 5h 45' 39" |
| 137                     | Bert Van Lerberghe (BEL)       | Deceuninck–Quick-Step              | + 5h 48' 13" |
| 138                     | Riccardo Minali (ITA)          | Intermarché–Wanty–Gobert Matériaux | + 5h 50' 15" |
| 139                     | Jordi Meeus (BEL)              | Bora–Hansgrohe                     | + 5h 53' 36" |
| 140                     | Martin Laas (EST)              | Bora–Hansgrohe                     | + 6h 00' 28" |
| 141                     | Fabio Jakobsen (NED)           | Deceuninck–Quick-Step              | + 6h 01' 24" |
| 142                     | Josef Černý (CZE)              | Deceuninck–Quick-Step              | + 6h 03' 50" |

### Bodovací soutěž
| Pořadí | Jezdec                 | Tým                   | Body |
| ------ | ---------------------- | --------------------- | ---- |
| 1      | Fabio Jakobsen (NED)   | Deceuninck–Quick-Step | 250  |
| 2      | Primož Roglič (SLO)    | Team Jumbo–Visma      | 199  |
| 3      | Magnus Cort (DEN)      | EF Education–Nippo    | 161  |
| 4      | Matteo Trentin (ITA)   | UAE Team Emirates     | 145  |
| 5      | Enric Mas (ESP)        | Movistar Team         | 120  |
| 6      | Alberto Dainese (ITA)  | Team DSM              | 120  |
| 7      | Michael Matthews (AUS) | Team BikeExchange     | 114  |
| 8      | Andrea Bagioli (ITA)   | Deceuninck–Quick-Step | 101  |
| 9      | Egan Bernal (COL)      | Ineos Grenadiers      | 96   |
| 10     | Arnaud Démare (FRA)    | Groupama–FDJ          | 91   |

### Vrchařská soutěž
| Pořadí | Jezdec               | Tým                     | Body |
| ------ | -------------------- | ----------------------- | ---- |
| 1      | Michael Storer (AUS) | Team DSM                | 80   |
| 2      | Romain Bardet (FRA)  | Team DSM                | 61   |
| 3      | Primož Roglič (SLO)  | Team Jumbo–Visma        | 51   |
| 4      | Damiano Caruso (ITA) | Team Bahrain Victorious | 33   |
| 5      | Rafał Majka (POL)    | UAE Team Emirates       | 33   |
| 6      | Jack Haig (AUS)      | Team Bahrain Victorious | 23   |
| 7      | Sepp Kuss (USA)      | Team Jumbo–Visma        | 19   |
| 8      | Enric Mas (ESP)      | Movistar Team           | 17   |
| 9      | Egan Bernal (COL)    | Ineos Grenadiers        | 16   |
| 10     | Fabio Aru (ITA)      | Team Qhubeka NextHash   | 16   |

### Soutěž mladých jezdců
| Pořadí | Jezdec                         | Tým                     | Čas          |
| ------ | ------------------------------ | ----------------------- | ------------ |
| 1      | Gino Mäder (SUI)               | Team Bahrain Victorious | 84h 07' 02"  |
| 2      | Egan Bernal (COL)              | Ineos Grenadiers        | + 1' 54"     |
| 3      | Juan Pedro López (ESP)         | Trek–Segafredo          | + 19' 48"    |
| 4      | Rémy Rochas (FRA)              | Cofidis                 | + 40' 59"    |
| 5      | Clément Champoussin (FRA)      | AG2R Citroën Team       | + 45' 56"    |
| 6      | Steff Cras (BEL)               | Lotto–Soudal            | + 1h 10' 33" |
| 7      | Jefferson Alveiro Cepeda (ECU) | Caja Rural–Seguros RGA  | + 1h 47' 21" |
| 8      | Pavel Sivakov (RUS)            | Ineos Grenadiers        | + 1h 53' 14" |
| 9      | Gotzon Martín (ESP)            | Euskaltel–Euskadi       | + 1h 59' 06" |
| 10     | Michael Storer (AUS)           | Team DSM                | + 2h 11' 12" |

### Soutěž týmů
| Pořadí | Tým                                | Čas          |
| ------ | ---------------------------------- | ------------ |
| 1      | Team Bahrain Victorious            | 252h 19' 35" |
| 2      | Team Jumbo–Visma                   | + 7' 26"     |
| 3      | Ineos Grenadiers                   | + 32' 18"    |
| 4      | UAE Team Emirates                  | + 1h 05' 10" |
| 5      | Intermarché–Wanty–Gobert Matériaux | + 1h 15' 05" |
| 6      | Movistar Team                      | + 1h 17' 16" |
| 7      | AG2R Citroën Team                  | + 1h 43' 04" |
| 8      | Cofidis                            | + 2h 15' 39" |
| 9      | Trek–Segafredo                     | + 2h 38' 20" |
| 10     | Team DSM                           | + 2h 59' 49" |